# TH371
TH371(てぃーえいちさんなないち)は東芝が開発し、ツーカーグループで販売された端末。

## 特徴
- 設定した特定の人からの着信だけ着信音が鳴り、それ以外の着信は留守電対応に出来る「君だけ着信」対応
- 「オリジナル着信音」の作成が可能
- 短縮ダイアルの「11桁自動変換機能」対応
- 漢字名での短縮ダイアル登録対応
- ボイススケジュール機能搭載(10秒*5件)
- 3つのマナーモード(移動中モード、バッグINモード、マナーモード)

## 歴史
- 1997年9月5日：JATEの認定を認定番号P97-7055-0として通過
- 1997年10月31日：ツーカーセルラー東京でコスミックブルーのみ発売
- 1997年11月19日：ツーカーホン関西、ツーカーセルラー東海でコスミックブルーのみ発売
- 1998年3月4日：新色（パールホワイトとスーパークリスタル）追加の発表